# マラチ・フェイガン＝ウォルコット
マラチ・マイケル・フェイガン＝ウォルコット（Malachi Michael Fagan-Walcott, 2002年3月11日 - ）は、イングランド・ロンドン・インフィールド区・エドモントン出身のサッカー選手。ポジションはDF。

## 経歴
2020年3月10日に行われたUEFAチャンピオンズリーグのラウンド16第2戦、RBライプツィヒ戦にて、91分にセルジュ・オーリエと交代で出場。トッテナム・ホットスパーFCのトップチームデビューを果たした。